# Anomochone
Anomochone is een geslacht van sponsdieren uit de klasse van de Hexactinellida.

## Soorten
- Anomochone expansa Ijima, 1927
- Anomochone furcata Reiswig & Kelly, 2011
- Anomochone globosa Ijima, 1927